# Jodkiszki (przystanek kolejowy)
Jodkiszki (biał. Ёткішкі, ros. Ёткишки) – przystanek kolejowy w miejscowości Jodkiszki, w rejonie werenowskim, w obwodzie grodzieńskim, na Białorusi. Leży na linii Równe – Baranowicze – Wilno.